# WTA Tour 2024
Il WTA Tour 2024 è stato un insieme di tornei femminili di tennis organizzati dalla Women's Tennis Association (WTA). Ha incluso i tornei del Grande Slam (organizzati in collaborazione con la International Tennis Federation), i tornei WTA 1000, i WTA 500, i WTA 250, la Billie Jean King Cup (organizzata dall'ITF) e le WTA Finals.

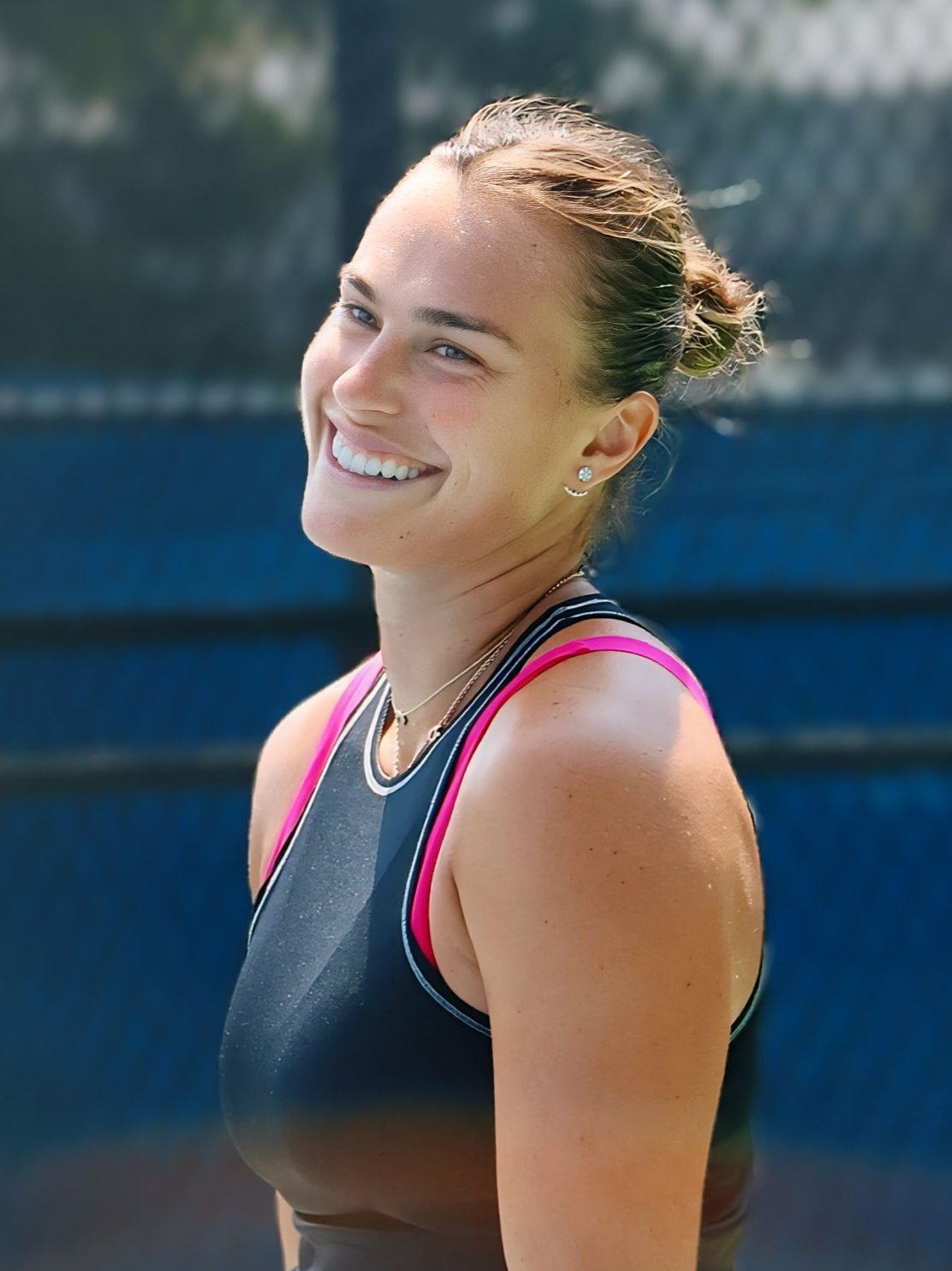
Aryna Sabalenka è la vincitrice dell'Australian Open e dello US Open

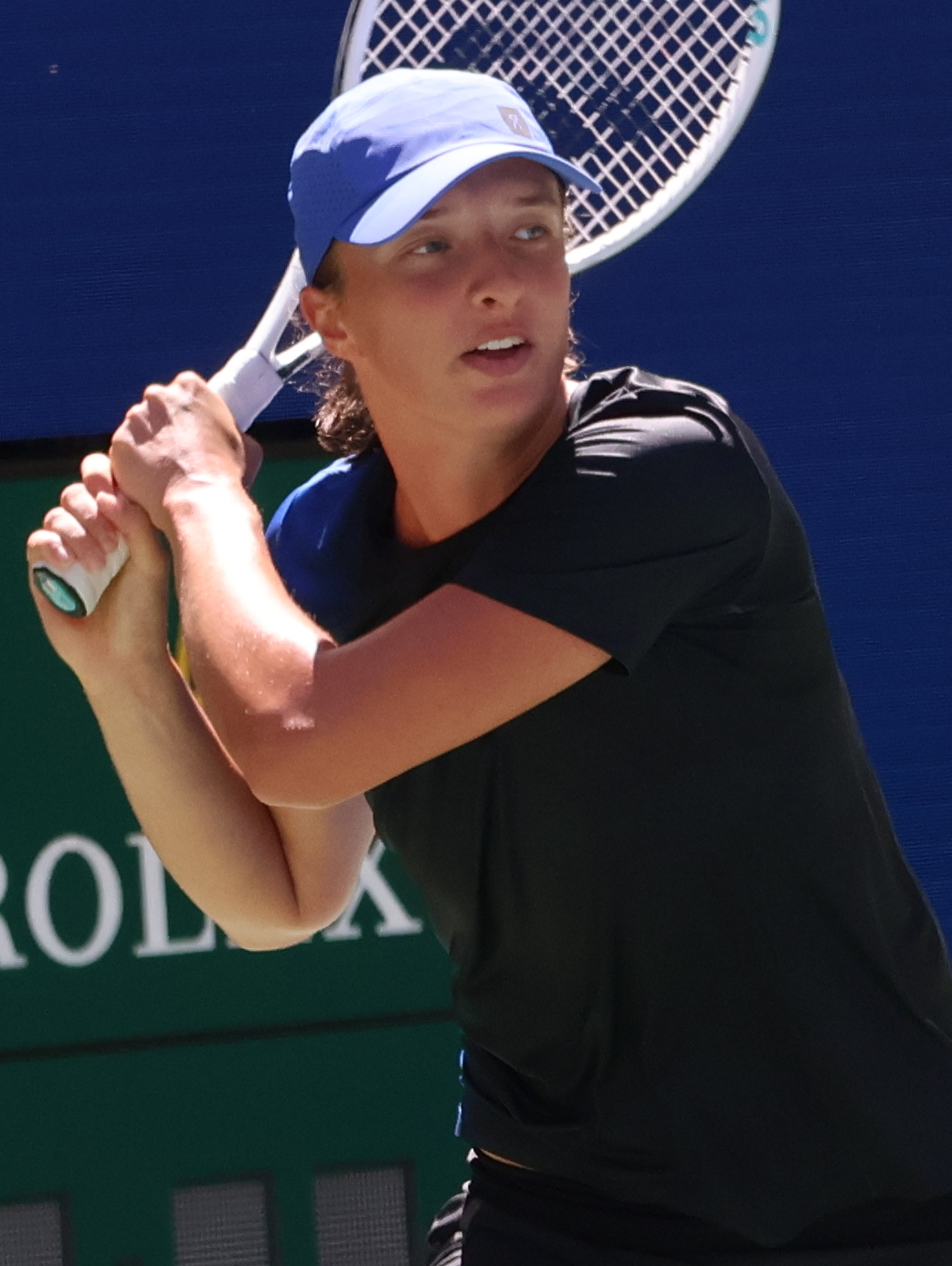
Iga Świątek è la vincitrice dell'Open di Francia

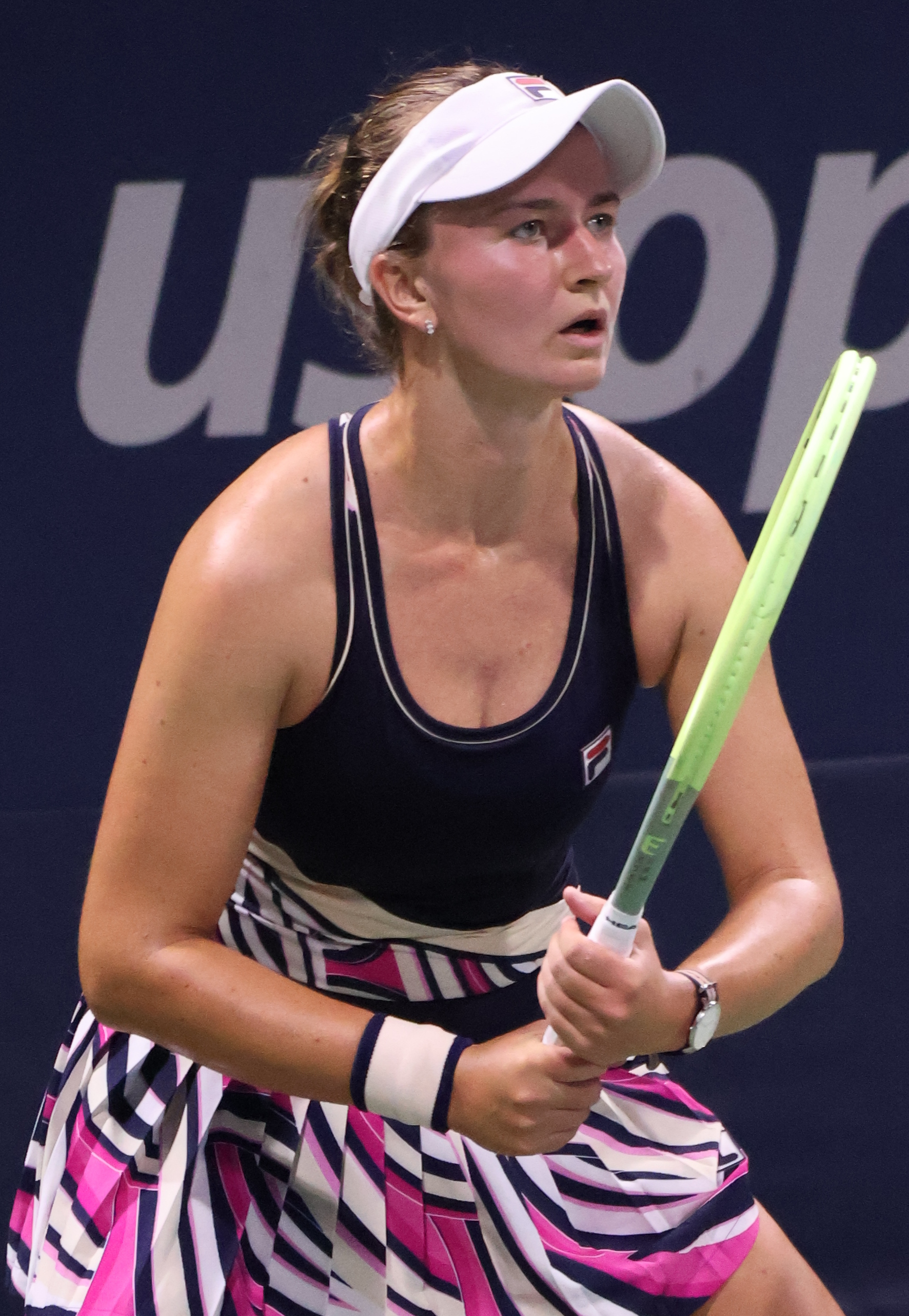
Barbora Krejčíková è la vincitrice del torneo di Wimbledon

## Calendario
Questo è stato il calendario degli eventi del 2024, con i risultati in progressione dai quarti di finale.
Legenda
| Grande Slam      |
| WTA Finals       |
| WTA Elite Trophy |
| Giochi olimpici  |
| WTA 1000         |
| WTA 500          |
| WTA 250          |
| Evento a squadre |

### Gennaio
| Settimana             | Torneo | Campionesse                                           | Finaliste                            | Semifinaliste                         | Eliminate ai quarti                                                   |
| --------------------- | --- | ----------------------------------------------------- | ------------------------------------ | ------------------------------------- | --------------------------------------------------------------------- |
| 1 gennaio             | United Cup Perth e Sydney, Australia 18 squadre 5 000 000 $ - Cemento - 18 squadre                                              | Germania 2-1                                          | Polonia                              | Francia Australia                     | Cina Norvegia Serbia Grecia                                           |
| 1 gennaio             | Brisbane International Brisbane, Australia WTA 500 1 736 763 $ - Cemento - 48S/24Q/24D Singolare - Doppio                       | Elena Rybakina 6-0, 6-3                               | Aryna Sabalenka                      | Viktoryja Azaranka Linda Nosková      | Dar'ja Kasatkina Jeļena Ostapenko Mirra Andreeva Anastasija Potapova  |
| 1 gennaio             | Brisbane International Brisbane, Australia WTA 500 1 736 763 $ - Cemento - 48S/24Q/24D Singolare - Doppio                       | Ljudmyla Kičenok Jeļena Ostapenko 7-5, 6-2            | Greet Minnen Heather Watson          | Viktoryja Azaranka Linda Nosková      | Dar'ja Kasatkina Jeļena Ostapenko Mirra Andreeva Anastasija Potapova  |
| 1 gennaio             | ASB Classic Auckland, Nuova Zelanda WTA 250 267 082 $ - Cemento - 32S/24Q/15D Singolare - Doppio                                | Coco Gauff 6(4)-7, 6-3, 6-3                           | Elina Svitolina                      | Emma Navarro Wang Xiyu                | Varvara Gracheva Petra Martić Diane Parry Marie Bouzková              |
| 1 gennaio             | ASB Classic Auckland, Nuova Zelanda WTA 250 267 082 $ - Cemento - 32S/24Q/15D Singolare - Doppio                                | Anna Danilina Viktória Hrunčáková 6-3, 6(5)-7, [10-8] | Marie Bouzková Bethanie Mattek-Sands | Emma Navarro Wang Xiyu                | Varvara Gracheva Petra Martić Diane Parry Marie Bouzková              |
| 8 gennaio             | Adelaide International Adelaide, Australia WTA 500 922 573 $ - Cemento - 30S/24Q/16D Singolare - Doppio                         | Jeļena Ostapenko 6-3, 6-2                             | Dar'ja Kasatkina                     | Ekaterina Aleksandrova Jessica Pegula | Elena Rybakina Marta Kostjuk Laura Siegemund Anastasija Pavljučenkova |
| 8 gennaio             | Adelaide International Adelaide, Australia WTA 500 922 573 $ - Cemento - 30S/24Q/16D Singolare - Doppio                         | Beatriz Haddad Maia Taylor Townsend 7-5, 6-3          | Caroline Garcia Kristina Mladenovic  | Ekaterina Aleksandrova Jessica Pegula | Elena Rybakina Marta Kostjuk Laura Siegemund Anastasija Pavljučenkova |
| 8 gennaio             | Hobart International Hobart, Australia WTA 250 267 082 $ - Cemento - 32S/24Q/16D Singolare - Doppio                             | Emma Navarro 6-1, 4-6, 7-5                            | Elise Mertens                        | Daria Saville Yuan Yue                | Arantxa Rus Zhu Lin Julija Putinceva Viktorija Tomova                 |
| 8 gennaio             | Hobart International Hobart, Australia WTA 250 267 082 $ - Cemento - 32S/24Q/16D Singolare - Doppio                             | Chan Hao-ching Giuliana Olmos 6-3, 6-3                | Guo Hanyu Jiang Xinyu                | Daria Saville Yuan Yue                | Arantxa Rus Zhu Lin Julija Putinceva Viktorija Tomova                 |
| 15 gennaio 22 gennaio | Australian Open Melbourne, Australia Grande Slam 86 500 000 AU$ - Cemento - 128S/128Q/64D/32X Singolare - Doppio - Doppio misto | Aryna Sabalenka 6-3, 6-2                              | Zheng Qinwen                         | Dajana Jastrems'ka Coco Gauff         | Linda Nosková Anna Kalinskaja Marta Kostjuk Barbora Krejčíková        |
| 15 gennaio 22 gennaio | Australian Open Melbourne, Australia Grande Slam 86 500 000 AU$ - Cemento - 128S/128Q/64D/32X Singolare - Doppio - Doppio misto | Hsieh Su-wei Elise Mertens 6-1, 7-5                   | Ljudmyla Kičenok Jeļena Ostapenko    | Dajana Jastrems'ka Coco Gauff         | Linda Nosková Anna Kalinskaja Marta Kostjuk Barbora Krejčíková        |
| 15 gennaio 22 gennaio | Australian Open Melbourne, Australia Grande Slam 86 500 000 AU$ - Cemento - 128S/128Q/64D/32X Singolare - Doppio - Doppio misto | Hsieh Su-wei Jan Zieliński 6(5)-7, 6-4, [11-9]        | Desirae Krawczyk Neal Skupski        | Dajana Jastrems'ka Coco Gauff         | Linda Nosková Anna Kalinskaja Marta Kostjuk Barbora Krejčíková        |
| 29 gennaio            | Austria Ladies Linz Linz, Austria WTA 500 802 237 € - Cemento (i) - 28S/24Q/16D Singolare - Doppio                              | Jeļena Ostapenko 6-2, 6-3                             | Ekaterina Aleksandrova               | Anastasija Pavljučenkova Donna Vekić  | Jodie Burrage Elise Mertens Clara Burel Anastasija Potapova           |
| 29 gennaio            | Austria Ladies Linz Linz, Austria WTA 500 802 237 € - Cemento (i) - 28S/24Q/16D Singolare - Doppio                              | Sara Errani Jasmine Paolini 7-5, 4-6, [10-7]          | Nicole Melichar-Martinez Ellen Perez | Anastasija Pavljučenkova Donna Vekić  | Jodie Burrage Elise Mertens Clara Burel Anastasija Potapova           |
| 29 gennaio            | Thailand Open Hua Hin, Thailandia WTA 250 267 082 $ - Cemento - 32S/24Q/16D Singolare - Doppio                                  | Diana Šnajder 6-3, 2-6, 6-1                           | Zhu Lin                              | Wang Xinyu Wang Yafan                 | Dalma Gálfi Julija Putinceva Katie Volynets Arina Rodionova           |
| 29 gennaio            | Thailand Open Hua Hin, Thailandia WTA 250 267 082 $ - Cemento - 32S/24Q/16D Singolare - Doppio                                  | Miyu Katō Aldila Sutjiadi 6-4, 1-6, [10-7]            | Guo Hanyu Jiang Xinyu                | Wang Xinyu Wang Yafan                 | Dalma Gálfi Julija Putinceva Katie Volynets Arina Rodionova           |

### Febbraio
| Settimana   | Torneo | Campionesse                                   | Finaliste                            | Semifinaliste                               | Eliminate ai quarti                                              |
| ----------- | --- | --------------------------------------------- | ------------------------------------ | ------------------------------------------- | ---------------------------------------------------------------- |
| 5 febbraio  | Abu Dhabi Open Abu Dhabi, Emirati Arabi Uniti WTA 500 922 573 $ - Cemento - 28S/24Q/16D Singolare - Doppio            | Elena Rybakina 6-1, 6-4                       | Dar'ja Kasatkina                     | Ljudmila Samsonova Beatriz Haddad Maia      | Cristina Bucșa Barbora Krejčíková Sorana Cîrstea Ons Jabeur      |
| 5 febbraio  | Abu Dhabi Open Abu Dhabi, Emirati Arabi Uniti WTA 500 922 573 $ - Cemento - 28S/24Q/16D Singolare - Doppio            | Sofia Kenin Bethanie Mattek-Sands 6-4, 7-6(4) | Linda Nosková Heather Watson         | Ljudmila Samsonova Beatriz Haddad Maia      | Cristina Bucșa Barbora Krejčíková Sorana Cîrstea Ons Jabeur      |
| 5 febbraio  | Transylvania Open Cluj-Napoca, Romania WTA 250 267 082 $ - Cemento (i) - 32S/24Q/16D Singolare - Doppio               | Karolína Plíšková 6-4, 6-3                    | Ana Bogdan                           | Jaqueline Cristian Harriet Dart             | Arantxa Rus Anastasija Sevastova Nuria Párrizas Díaz Sara Errani |
| 5 febbraio  | Transylvania Open Cluj-Napoca, Romania WTA 250 267 082 $ - Cemento (i) - 32S/24Q/16D Singolare - Doppio               | Caty McNally Asia Muhammad 6-3, 6-4           | Harriet Dart Tereza Mihalíková       | Jaqueline Cristian Harriet Dart             | Arantxa Rus Anastasija Sevastova Nuria Párrizas Díaz Sara Errani |
| 12 febbraio | Qatar Total Open Doha, Qatar WTA 1000 3 211 715 $ - Cemento - 56S/32Q/28D Singolare - Doppio                          | Iga Świątek 7-6(8), 6-2                       | Elena Rybakina                       | Karolína Plíšková Anastasija Pavljučenkova  | Viktoryja Azaranka Naomi Ōsaka Leylah Fernandez Danielle Collins |
| 12 febbraio | Qatar Total Open Doha, Qatar WTA 1000 3 211 715 $ - Cemento - 56S/32Q/28D Singolare - Doppio                          | Demi Schuurs Luisa Stefani 6-4, 6-2           | Caroline Dolehide Desirae Krawczyk   | Karolína Plíšková Anastasija Pavljučenkova  | Viktoryja Azaranka Naomi Ōsaka Leylah Fernandez Danielle Collins |
| 19 febbraio | Dubai Tennis Championships Dubai, Emirati Arabi Uniti WTA 1000 3 211 715 $ - Cemento - 56S/24Q/16D Singolare - Doppio | Jasmine Paolini 4-6, 7-5, 7-5                 | Anna Kalinskaja                      | Iga Świątek Sorana Cîrstea                  | Zheng Qinwen Coco Gauff Elena Rybakina Markéta Vondroušová       |
| 19 febbraio | Dubai Tennis Championships Dubai, Emirati Arabi Uniti WTA 1000 3 211 715 $ - Cemento - 56S/24Q/16D Singolare - Doppio | Storm Hunter Kateřina Siniaková 6-4, 6-2      | Nicole Melichar-Martinez Ellen Perez | Iga Świątek Sorana Cîrstea                  | Zheng Qinwen Coco Gauff Elena Rybakina Markéta Vondroušová       |
| 26 febbraio | San Diego Open San Diego, Stati Uniti d'America WTA 500 922 573 $ - Cemento - 28S/24Q/16D Singolare - Doppio          | Katie Boulter 5-7, 6-2, 6-2                   | Marta Kostjuk                        | Jessica Pegula Emma Navarro                 | Anna Blinkova Anastasija Pavljučenkova Daria Saville Donna Vekić |
| 26 febbraio | San Diego Open San Diego, Stati Uniti d'America WTA 500 922 573 $ - Cemento - 28S/24Q/16D Singolare - Doppio          | Nicole Melichar-Martinez Ellen Perez 6-1, 6-2 | Desirae Krawczyk Jessica Pegula      | Jessica Pegula Emma Navarro                 | Anna Blinkova Anastasija Pavljučenkova Daria Saville Donna Vekić |
| 26 febbraio | ATX Open Austin, Stati Uniti d'America WTA 250 267 082 $ - Cemento - 32S/24Q/16D Singolare - Doppio                   | Yuan Yue 6-4, 7-6(4)                          | Wang Xiyu                            | Anhelina Kalinina Anna Karolína Schmiedlová | Diane Parry Danielle Collins Wang Yafan Anastasija Sevastova     |
| 26 febbraio | ATX Open Austin, Stati Uniti d'America WTA 250 267 082 $ - Cemento - 32S/24Q/16D Singolare - Doppio                   | Olivia Gadecki Olivia Nicholls 6-2, 6-4       | Katarzyna Kawa Bibiane Schoofs       | Anhelina Kalinina Anna Karolína Schmiedlová | Diane Parry Danielle Collins Wang Yafan Anastasija Sevastova     |

### Marzo
| Settimana         | Torneo | Campionesse                                           | Finaliste                              | Semifinaliste                             | Eliminate ai quarti                                           |
| ----------------- | --- | ----------------------------------------------------- | -------------------------------------- | ----------------------------------------- | ------------------------------------------------------------- |
| 4 marzo 11 marzo  | Indian Wells Open Indian Wells, Stati Uniti d'America WTA 1000 9 258 080 $ - Cemento - 96S/48Q/32D/8X Singolare - Doppio - Doppio misto | Iga Świątek 6-4, 6-0                                  | Maria Sakkarī                          | Marta Kostjuk Coco Gauff                  | Caroline Wozniacki Anastasija Potapova Yuan Yue Emma Navarro  |
| 4 marzo 11 marzo  | Indian Wells Open Indian Wells, Stati Uniti d'America WTA 1000 9 258 080 $ - Cemento - 96S/48Q/32D/8X Singolare - Doppio - Doppio misto | Hsieh Su-wei Elise Mertens 6-3, 6-4                   | Storm Hunter Kateřina Siniaková        | Marta Kostjuk Coco Gauff                  | Caroline Wozniacki Anastasija Potapova Yuan Yue Emma Navarro  |
| 4 marzo 11 marzo  | Indian Wells Open Indian Wells, Stati Uniti d'America WTA 1000 9 258 080 $ - Cemento - 96S/48Q/32D/8X Singolare - Doppio - Doppio misto | Storm Hunter Matthew Ebden 6-3, 6-3                   | Caroline Garcia Édouard Roger-Vasselin | Marta Kostjuk Coco Gauff                  | Caroline Wozniacki Anastasija Potapova Yuan Yue Emma Navarro  |
| 18 marzo 25 marzo | Miami Open Miami Gardens, Stati Uniti d'America WTA 1000 8 770 480 $ - Cemento - 96S/48Q/32D Singolare - Doppio                         | Danielle Collins 7-5, 6-3                             | Elena Rybakina                         | Ekaterina Aleksandrova Viktoryja Azaranka | Jessica Pegula Caroline Garcia Maria Sakkarī Julija Putinceva |
| 18 marzo 25 marzo | Miami Open Miami Gardens, Stati Uniti d'America WTA 1000 8 770 480 $ - Cemento - 96S/48Q/32D Singolare - Doppio                         | Sofia Kenin Bethanie Mattek-Sands 4-6, 7-6(5), [11-9] | Gabriela Dabrowski Erin Routliffe      | Ekaterina Aleksandrova Viktoryja Azaranka | Jessica Pegula Caroline Garcia Maria Sakkarī Julija Putinceva |

### Aprile
| Settimana           | Torneo | Campionesse | Finaliste                                                                                            | Semifinaliste                     | Quarti di finale                                                         |
| ------------------- | --- | --- | --- | --------------------------------- | ------------------------------------------------------------------------ |
| 1 aprile            | Charleston Open Charleston, Stati Uniti d'America WTA 500 922 573 $ - Terra verde - 56S/24Q/16D Singolare - Doppio | Danielle Collins 6-2, 6-1 | Dar'ja Kasatkina                                                                                     | Jessica Pegula Maria Sakkarī      | Viktoryja Azaranka Jaqueline Cristian Veronika Kudermetova Elise Mertens |
| 1 aprile            | Charleston Open Charleston, Stati Uniti d'America WTA 500 922 573 $ - Terra verde - 56S/24Q/16D Singolare - Doppio | Ashlyn Krueger Sloane Stephens 1-6, 6-3, [10-7]                                                                                                 | Ljudmyla Kičenok Nadiia Kičenok                                                                      | Jessica Pegula Maria Sakkarī      | Viktoryja Azaranka Jaqueline Cristian Veronika Kudermetova Elise Mertens |
| 1 aprile            | Copa Colsanitas Bogotà, Colombia WTA 250 267 082 $ - Terra rossa - 32S/24Q/16D Singolare - Doppio | Camila Osorio 6-3, 7-6(5) | Marie Bouzková                                                                                       | Kamilla Rachimova Sara Errani     | Laura Siegemund Cristina Bucșa Irina Bara Tatjana Maria                  |
| 1 aprile            | Copa Colsanitas Bogotà, Colombia WTA 250 267 082 $ - Terra rossa - 32S/24Q/16D Singolare - Doppio | Cristina Bucșa Kamilla Rachimova 7-6(5), 3-6, [10-8]                                                                                            | Anna Bondár Irina Chromačëva                                                                         | Kamilla Rachimova Sara Errani     | Laura Siegemund Cristina Bucșa Irina Bara Tatjana Maria                  |
| 10 aprile           | Billie Jean King Cup 2024 Turno di qualificazione Brisbane, Australia - Cemento Bienne, Svizzera - Cemento (i) Le Portel, Francia - Terra rossa (i) Orlando, Stati Uniti - Cemento Tokyo, Giappone - Cemento (i) San Paolo, Brasile - Terra rossa (i) Bratislava, Slovacchia - Cemento (i) Fernandina Beach, Stati Uniti - Terra verde | Vincenti turno di qualificazione Australia 4-0 Polonia 4-0 Regno Unito 3-1 Stati Uniti 4-0 Giappone 3-1 Germania 3-1 Slovacchia 4-0 Romania 3-2 | Perdenti turno di qualificazione Messico Svizzera Francia Belgio Kazakistan Brasile Slovenia Ucraina |                                   |                                                                          |
| 15 aprile           | Stuttgart Open Stoccarda, Germania WTA 500 802 237 $ - Terra rossa (i) - 28S/16Q/16D Singolare - Doppio | Elena Rybakina 6-2, 6-2 | Marta Kostjuk                                                                                        | Iga Świątek Markéta Vondroušová   | Emma Raducanu Jasmine Paolini Coco Gauff Aryna Sabalenka                 |
| 15 aprile           | Stuttgart Open Stoccarda, Germania WTA 500 802 237 $ - Terra rossa (i) - 28S/16Q/16D Singolare - Doppio | Chan Hao-ching Veronika Kudermetova 4-6, 6-3, [10-2]                                                                                            | Ulrikke Eikeri Ingrid Neel                                                                           | Iga Świątek Markéta Vondroušová   | Emma Raducanu Jasmine Paolini Coco Gauff Aryna Sabalenka                 |
| 15 aprile           | Open de Rouen Rouen, Francia WTA 250 232 244 € - Terra rossa (i) - 32S/24Q/16D Singolare - Doppio | Sloane Stephens 6-1, 2-6, 6-2 | Magda Linette                                                                                        | Anhelina Kalinina Caroline Garcia | Arantxa Rus Mirra Andreeva Yuan Yue Elena-Gabriela Ruse                  |
| 15 aprile           | Open de Rouen Rouen, Francia WTA 250 232 244 € - Terra rossa (i) - 32S/24Q/16D Singolare - Doppio | Tímea Babos Irina Chromačëva 6-3, 6-4 | Naiktha Bains Maia Lumsden                                                                           | Anhelina Kalinina Caroline Garcia | Arantxa Rus Mirra Andreeva Yuan Yue Elena-Gabriela Ruse                  |
| 22 aprile 29 aprile | Madrid Open Madrid, Spagna WTA 1000 7 679 965 € - Terra rossa - 96S/32Q/32D Singolare - Doppio | Iga Świątek 7-5, 4-6, 7-6(7) | Aryna Sabalenka                                                                                      | Madison Keys Elena Rybakina       | Beatriz Haddad Maia Ons Jabeur Julija Putinceva Mirra Andreeva           |
| 22 aprile 29 aprile | Madrid Open Madrid, Spagna WTA 1000 7 679 965 € - Terra rossa - 96S/32Q/32D Singolare - Doppio | Cristina Bucșa Sara Sorribes Tormo 6-0, 6-2 | Barbora Krejčíková Laura Siegemund                                                                   | Madison Keys Elena Rybakina       | Beatriz Haddad Maia Ons Jabeur Julija Putinceva Mirra Andreeva           |

### Maggio
| Settimana          | Torneo | Campionesse                                      | Finaliste                     | Semifinaliste                        | Eliminate ai quarti                                                        |
| ------------------ | --- | ------------------------------------------------ | ----------------------------- | ------------------------------------ | -------------------------------------------------------------------------- |
| 6 maggio 13 maggio | Internazionali d'Italia Roma, Italia WTA 1000 4 791 105 € - Terra rossa - 96S/32Q/32D Singolare - Doppio                     | Iga Świątek 6-2, 6-3                             | Aryna Sabalenka               | Coco Gauff Danielle Collins          | Madison Keys Zheng Qinwen Viktoryja Azaranka Jeļena Ostapenko              |
| 6 maggio 13 maggio | Internazionali d'Italia Roma, Italia WTA 1000 4 791 105 € - Terra rossa - 96S/32Q/32D Singolare - Doppio                     | Sara Errani Jasmine Paolini 6-3, 4-6, [10-8]     | Coco Gauff Erin Routliffe     | Coco Gauff Danielle Collins          | Madison Keys Zheng Qinwen Viktoryja Azaranka Jeļena Ostapenko              |
| 20 maggio          | Internationaux de Strasbourg Strasburgo, Francia WTA 500 802 237 € - Terra rossa - 28S/16Q/16D Singolare - Doppio            | Madison Keys 6-1, 6-2                            | Danielle Collins              | Anhelina Kalinina Ljudmila Samsonova | Markéta Vondroušová Clara Burel Magda Linette Beatriz Haddad Maia          |
| 20 maggio          | Internationaux de Strasbourg Strasburgo, Francia WTA 500 802 237 € - Terra rossa - 28S/16Q/16D Singolare - Doppio            | Cristina Bucșa Monica Niculescu 3-6, 6-4, [10-6] | Asia Muhammad Aldila Sutjiadi | Anhelina Kalinina Ljudmila Samsonova | Markéta Vondroušová Clara Burel Magda Linette Beatriz Haddad Maia          |
| 20 maggio          | Morocco Open Rabat, Marocco WTA 250 267 082 $ - Terra rossa - 32S/16Q/16D Singolare - Doppio                                 | Peyton Stearns 6-2, 6-1                          | Mayar Sherif                  | Kamilla Rachimova Viktorija Tomova   | Elisabetta Cocciaretto Sara Sorribes Tormo Lucia Bronzetti Laura Siegemund |
| 20 maggio          | Morocco Open Rabat, Marocco WTA 250 267 082 $ - Terra rossa - 32S/16Q/16D Singolare - Doppio                                 | Irina Chromačëva Jana Sizikova 6-3, 6-2          | Anna Danilina Xu Yifan        | Kamilla Rachimova Viktorija Tomova   | Elisabetta Cocciaretto Sara Sorribes Tormo Lucia Bronzetti Laura Siegemund |
| 27 maggio 3 giugno | Open di Francia Parigi, Francia Grande Slam 24 961 000 € - Terra rossa - 128S/128Q/64D/32X Singolare - Doppio - Doppio misto | Iga Świątek 6-2, 6-1                             | Jasmine Paolini               | Coco Gauff Mirra Andreeva            | Markéta Vondroušová Ons Jabeur Elena Rybakina Aryna Sabalenka              |
| 27 maggio 3 giugno | Open di Francia Parigi, Francia Grande Slam 24 961 000 € - Terra rossa - 128S/128Q/64D/32X Singolare - Doppio - Doppio misto | Coco Gauff Kateřina Siniaková 7-6(5), 6-3        | Sara Errani Jasmine Paolini   | Coco Gauff Mirra Andreeva            | Markéta Vondroušová Ons Jabeur Elena Rybakina Aryna Sabalenka              |
| 27 maggio 3 giugno | Open di Francia Parigi, Francia Grande Slam 24 961 000 € - Terra rossa - 128S/128Q/64D/32X Singolare - Doppio - Doppio misto | Laura Siegemund Édouard Roger-Vasselin 6-4, 7-5  | Desirae Krawczyk Neal Skupski | Coco Gauff Mirra Andreeva            | Markéta Vondroušová Ons Jabeur Elena Rybakina Aryna Sabalenka              |

### Giugno
| Settimana | Torneo | Campionesse                                           | Finaliste                           | Semifinaliste                              | Eliminate ai quarti                                                 |
| --------- | --- | ----------------------------------------------------- | ----------------------------------- | ------------------------------------------ | ------------------------------------------------------------------- |
| 10 giugno | Nottingham Open Nottingham, Regno Unito WTA 250 267 082 $ - Erba - 32S/24Q/16D Singolare - Doppio          | Katie Boulter 4-6, 6-3, 6-2                           | Karolína Plíšková                   | Diane Parry Emma Raducanu                  | Ons Jabeur Kimberly Birrell Magdalena Fręch Francesca Jones         |
| 10 giugno | Nottingham Open Nottingham, Regno Unito WTA 250 267 082 $ - Erba - 32S/24Q/16D Singolare - Doppio          | Gabriela Dabrowski Erin Routliffe 5-7, 6-3, [11-9]    | Harriet Dart Diane Parry            | Diane Parry Emma Raducanu                  | Ons Jabeur Kimberly Birrell Magdalena Fręch Francesca Jones         |
| 10 giugno | Rosmalen Open Rosmalen, Paesi Bassi WTA 250 267 082 $ - Erba - 32S/24Q/16D Singolare - Doppio              | Ljudmila Samsonova 4-6, 6-3, 7-5                      | Bianca Andreescu                    | Dalma Gálfi Ekaterina Aleksandrova         | Aleksandra Krunić Naomi Ōsaka Robin Montgomery Greet Minnen         |
| 10 giugno | Rosmalen Open Rosmalen, Paesi Bassi WTA 250 267 082 $ - Erba - 32S/24Q/16D Singolare - Doppio              | Ingrid Neel Bibiane Schoofs 7-6(6), 6-3               | Tereza Mihalíková Olivia Nicholls   | Dalma Gálfi Ekaterina Aleksandrova         | Aleksandra Krunić Naomi Ōsaka Robin Montgomery Greet Minnen         |
| 17 giugno | Berlin Ladies Open Berlino, Germania WTA 500 802 237 € - Erba - 32S/24Q/16D Singolare - Doppio             | Jessica Pegula 6(0)-7, 6-4, 7-6(3)                    | Anna Kalinskaja                     | Coco Gauff Viktoryja Azaranka              | Ons Jabeur Kateřina Siniaková Elena Rybakina Aryna Sabalenka        |
| 17 giugno | Berlin Ladies Open Berlino, Germania WTA 500 802 237 € - Erba - 32S/24Q/16D Singolare - Doppio             | Wang Xinyu Zheng Saisai 6-2, 7-5                      | Chan Hao-ching Veronika Kudermetova | Coco Gauff Viktoryja Azaranka              | Ons Jabeur Kateřina Siniaková Elena Rybakina Aryna Sabalenka        |
| 17 giugno | Birmingham Classic Birmingham, Regno Unito WTA 250 267 082 $ - Erba - 32S/24Q/16D Singolare - Doppio       | Julija Putinceva 6-1, 7-6(8)                          | Ajla Tomljanović                    | Elisabetta Cocciaretto Anastasija Potapova | Diana Šnajder Caroline Dolehide Leylah Fernandez Barbora Krejčíková |
| 17 giugno | Birmingham Classic Birmingham, Regno Unito WTA 250 267 082 $ - Erba - 32S/24Q/16D Singolare - Doppio       | Hsieh Su-wei Elise Mertens 6-1, 6-3                   | Miyu Katō Zhang Shuai               | Elisabetta Cocciaretto Anastasija Potapova | Diana Šnajder Caroline Dolehide Leylah Fernandez Barbora Krejčíková |
| 24 giugno | Bad Homburg Open Bad Homburg, Germania WTA 500 802 237 € - Erba - 32S/8Q/16D Singolare - Doppio            | Diana Šnajder 6-3, 2-6, 6-3                           | Donna Vekić                         | Emma Navarro Viktorija Tomova              | Paula Badosa Caroline Wozniacki Anna Blinkova Kateřina Siniaková    |
| 24 giugno | Bad Homburg Open Bad Homburg, Germania WTA 500 802 237 € - Erba - 32S/8Q/16D Singolare - Doppio            | Nicole Melichar-Martinez Ellen Perez 4-6, 6-3, [10-8] | Chan Hao-ching Veronika Kudermetova | Emma Navarro Viktorija Tomova              | Paula Badosa Caroline Wozniacki Anna Blinkova Kateřina Siniaková    |
| 24 giugno | Eastbourne International Eastbourne, Regno Unito WTA 500 922 573 $ - Erba - 32S/24Q/16D Singolare - Doppio | Dar'ja Kasatkina 6-3, 6-4                             | Leylah Fernandez                    | Madison Keys Jasmine Paolini               | Harriet Dart Karolína Muchová Katie Boulter Emma Raducanu           |
| 24 giugno | Eastbourne International Eastbourne, Regno Unito WTA 500 922 573 $ - Erba - 32S/24Q/16D Singolare - Doppio | Ljudmyla Kičenok Jeļena Ostapenko 5-7, 7-6(2), [10-8] | Gabriela Dabrowski Erin Routliffe   | Madison Keys Jasmine Paolini               | Harriet Dart Karolína Muchová Katie Boulter Emma Raducanu           |

### Luglio
| Settimana         | Torneo | Campionesse                                       | Finaliste                                 | Semifinaliste                                        | Eliminate ai quarti                                                 |
| ----------------- | --- | ------------------------------------------------- | ----------------------------------------- | ---------------------------------------------------- | ------------------------------------------------------------------- |
| 1 luglio 8 luglio | Torneo di Wimbledon Londra, Regno Unito Grande Slam 50 000 000 £ - Erba - 128S/128Q/64D/32X Singolare - Doppio - Doppio misto | Barbora Krejčíková 6-2, 2-6, 6-4                  | Jasmine Paolini                           | Elena Rybakina Donna Vekić                           | Jeļena Ostapenko Elina Svitolina Lulu Sun Emma Navarro              |
| 1 luglio 8 luglio | Torneo di Wimbledon Londra, Regno Unito Grande Slam 50 000 000 £ - Erba - 128S/128Q/64D/32X Singolare - Doppio - Doppio misto | Kateřina Siniaková Taylor Townsend 7-6(5), 7-6(1) | Gabriela Dabrowski Erin Routliffe         | Elena Rybakina Donna Vekić                           | Jeļena Ostapenko Elina Svitolina Lulu Sun Emma Navarro              |
| 1 luglio 8 luglio | Torneo di Wimbledon Londra, Regno Unito Grande Slam 50 000 000 £ - Erba - 128S/128Q/64D/32X Singolare - Doppio - Doppio misto | Jan Zieliński Hsieh Su-wei 6-4, 6-2               | Santiago González Giuliana Olmos          | Elena Rybakina Donna Vekić                           | Jeļena Ostapenko Elina Svitolina Lulu Sun Emma Navarro              |
| 15 luglio         | Hungarian Grand Prix Budapest, Ungheria WTA 250 232 244 € - Terra rossa - 32S/24Q/16D Singolare - Doppio                      | Diana Šnajder 6-4, 6-4                            | Aljaksandra Sasnovič                      | Eva Lys Anna Karolína Schmiedlová                    | Ella Seidel Rebecca Šramková Elina Avanesjan Suzan Lamens           |
| 15 luglio         | Hungarian Grand Prix Budapest, Ungheria WTA 250 232 244 € - Terra rossa - 32S/24Q/16D Singolare - Doppio                      | Katarzyna Piter Fanny Stollár 6-3, 3-6, [10-3]    | Anna Danilina Irina Chromačëva            | Eva Lys Anna Karolína Schmiedlová                    | Ella Seidel Rebecca Šramková Elina Avanesjan Suzan Lamens           |
| 15 luglio         | Internazionali Femminili di Palermo Palermo, Italia WTA 250 232 244 € - Terra rossa - 32S/24Q/16D Singolare - Doppio          | Zheng Qinwen 6-4, 4-6, 6-2                        | Karolína Muchová                          | Diane Parry Irina-Camelia Begu                       | Jaqueline Cristian Chloé Paquet Ann Li Astra Sharma                 |
| 15 luglio         | Internazionali Femminili di Palermo Palermo, Italia WTA 250 232 244 € - Terra rossa - 32S/24Q/16D Singolare - Doppio          | Aleksandra Panova Jana Sizikova 4-6, 6-3, [10-5]  | Yvonne Cavallé Reimers Aurora Zantedeschi | Diane Parry Irina-Camelia Begu                       | Jaqueline Cristian Chloé Paquet Ann Li Astra Sharma                 |
| 22 luglio         | Iași Open Iași, Romania WTA 250 232 244 $ - Terra rossa - 32S/24Q/16D Singolare - Doppio                                      | Mirra Andreeva 5-7, 7-5, 4-0 rit.                 | Elina Avanesjan                           | Olga Danilović Chloé Paquet                          | Lea Bošković Anna Bondár Jaqueline Cristian Séléna Janicijevic      |
| 22 luglio         | Iași Open Iași, Romania WTA 250 232 244 $ - Terra rossa - 32S/24Q/16D Singolare - Doppio                                      | Anna Danilina Irina Chromačëva 6-4, 6-2           | Aleksandra Panova Jana Sizikova           | Olga Danilović Chloé Paquet                          | Lea Bošković Anna Bondár Jaqueline Cristian Séléna Janicijevic      |
| 22 luglio         | Prague Open Praga, Repubblica Ceca WTA 250 267 082 $ - Terra rossa - 32S/24Q/16D Singolare - Doppio                           | Magda Linette 6-2, 6-1                            | Magdalena Fręch                           | Linda Nosková Laura Samson                           | Ella Seidel Viktorija Tomova Anhelina Kalinina Oksana Selechmet'eva |
| 22 luglio         | Prague Open Praga, Repubblica Ceca WTA 250 267 082 $ - Terra rossa - 32S/24Q/16D Singolare - Doppio                           | Barbora Krejčiková Kateřina Siniaková 6-3, 6-3    | Bethanie Mattek-Sands Lucie Šafářová      | Linda Nosková Laura Samson                           | Ella Seidel Viktorija Tomova Anhelina Kalinina Oksana Selechmet'eva |
| 29 luglio         | Tennis ai Giochi della XXXIII Olimpiade Parigi, Francia Olimpiadi Terra rossa - 64S/32D/16X Singolare - Doppio - Doppio misto |                                                   |                                           |                                                      | Quarto posto                                                        |
| 29 luglio         | Tennis ai Giochi della XXXIII Olimpiade Parigi, Francia Olimpiadi Terra rossa - 64S/32D/16X Singolare - Doppio - Doppio misto | Zheng Qinwen 6-2, 6-3                             | Donna Vekić                               | Iga Świątek 6-2, 6-1                                 | Anna Karolína Schmiedlová                                           |
| 29 luglio         | Tennis ai Giochi della XXXIII Olimpiade Parigi, Francia Olimpiadi Terra rossa - 64S/32D/16X Singolare - Doppio - Doppio misto | Sara Errani Jasmine Paolini 2-6, 6-1, [10-7]      | Mirra Andreeva Diana Šnajder              | Cristina Bucșa Sara Sorribes Tormo 6-2, 6-2          | Karolína Muchová Linda Nosková                                      |
| 29 luglio         | Tennis ai Giochi della XXXIII Olimpiade Parigi, Francia Olimpiadi Terra rossa - 64S/32D/16X Singolare - Doppio - Doppio misto | Kateřina Siniaková Tomáš Macháč 6-2, 5-7, [10-8]  | Wang Xinyu Zhang Zhizhen                  | Gabriela Dabrowski Félix Auger-Aliassime 6-3, 7-6(2) | Demi Schuurs Wesley Koolhof                                         |
| 29 luglio         | Washington Open Washington, Stati Uniti d'America WTA 500 922 573 $ - Cemento - 28S/24Q/16D Singolare - Doppio                | Paula Badosa 6-1, 4-6, 6-4                        | Marie Bouzková                            | Aryna Sabalenka Caroline Dolehide                    | Viktoryja Azaranka Robin Montgomery Emma Raducanu Amanda Anisimova  |
| 29 luglio         | Washington Open Washington, Stati Uniti d'America WTA 500 922 573 $ - Cemento - 28S/24Q/16D Singolare - Doppio                | Asia Muhammad Taylor Townsend 7-6(0), 6-3         | Jiang Xinyu Wu Fang-hsien                 | Aryna Sabalenka Caroline Dolehide                    | Viktoryja Azaranka Robin Montgomery Emma Raducanu Amanda Anisimova  |

### Agosto
| Settimana             | Torneo | Campionesse                                            | Finaliste                         | Semifinaliste                          | Eliminate ai quarti                                                         |
| --------------------- | --- | ------------------------------------------------------ | --------------------------------- | -------------------------------------- | --------------------------------------------------------------------------- |
| 5 agosto              | Canadian Open Toronto, Canada WTA 1000 3 211 715 $ - Cemento - 56S/32Q/24D Singolare - Doppio                                    | Jessica Pegula 6-3, 2-6, 6-1                           | Amanda Anisimova                  | Diana Šnajder Emma Navarro             | Ljudmila Samsonova Peyton Stearns Taylor Townsend Aryna Sabalenka           |
| 5 agosto              | Canadian Open Toronto, Canada WTA 1000 3 211 715 $ - Cemento - 56S/32Q/24D Singolare - Doppio                                    | Caroline Dolehide Desirae Krawczyk 7-6(2), 3-6, [10-7] | Gabriela Dabrowski Erin Routliffe | Diana Šnajder Emma Navarro             | Ljudmila Samsonova Peyton Stearns Taylor Townsend Aryna Sabalenka           |
| 12 agosto             | Cincinnati Open Cincinnati, Stati Uniti d'America WTA 1000 2 788 468 $ - Cemento - 56S/32Q/24D Singolare - Doppio                | Aryna Sabalenka 6-3, 7-5                               | Jessica Pegula                    | Iga Świątek Paula Badosa               | Mirra Andreeva Ljudmila Samsonova Leylah Fernandez Anastasija Pavljučenkova |
| 12 agosto             | Cincinnati Open Cincinnati, Stati Uniti d'America WTA 1000 2 788 468 $ - Cemento - 56S/32Q/24D Singolare - Doppio                | Asia Muhammad Erin Routliffe 3-6, 6-1, [10-4]          | Leylah Fernandez Julija Putinceva | Iga Świątek Paula Badosa               | Mirra Andreeva Ljudmila Samsonova Leylah Fernandez Anastasija Pavljučenkova |
| 19 agosto             | Monterrey Open Monterrey, Messico WTA 500 922 573 $ - Cemento - 28S/16Q/16D Singolare - Doppio                                   | Linda Nosková 7-6(6), 6-4                              | Lulu Sun                          | Ekaterina Aleksandrova Emma Navarro    | Ėrika Andreeva Yuan Yue Elina Svitolina Magdalena Fręch                     |
| 19 agosto             | Monterrey Open Monterrey, Messico WTA 500 922 573 $ - Cemento - 28S/16Q/16D Singolare - Doppio                                   | Guo Hanyu Monica Niculescu 3-6, 6-3, [10-4]            | Giuliana Olmos Aleksandra Panova  | Ekaterina Aleksandrova Emma Navarro    | Ėrika Andreeva Yuan Yue Elina Svitolina Magdalena Fręch                     |
| 19 agosto             | Tennis in the Land Cleveland, Stati Uniti d'America WTA 250 267 082 $ - Cemento - 32S/16Q/16D Singolare - Doppio                 | McCartney Kessler 1-6, 6-1, 7-5                        | Beatriz Haddad Maia               | Kateřina Siniaková Anastasija Potapova | Clara Burel Peyton Stearns Arantxa Rus Ana Bogdan                           |
| 19 agosto             | Tennis in the Land Cleveland, Stati Uniti d'America WTA 250 267 082 $ - Cemento - 32S/16Q/16D Singolare - Doppio                 | Cristina Bucșa Xu Yifan 3-6, 6-3, [10-6]               | Shūko Aoyama Eri Hozumi           | Kateřina Siniaková Anastasija Potapova | Clara Burel Peyton Stearns Arantxa Rus Ana Bogdan                           |
| 26 agosto 2 settembre | US Open New York, Stati Uniti d'America Grande Slam 75 000 000 $ - Cemento - 128S/128Q/64D/32X Singolare - Doppio - Doppio misto | Aryna Sabalenka 7-5, 7-5                               | Jessica Pegula                    | Karolína Muchová Emma Navarro          | Iga Świątek Beatriz Haddad Maia Paula Badosa Zheng Qinwen                   |
| 26 agosto 2 settembre | US Open New York, Stati Uniti d'America Grande Slam 75 000 000 $ - Cemento - 128S/128Q/64D/32X Singolare - Doppio - Doppio misto | Ljudmyla Kičenok Jeļena Ostapenko 6-4, 6-3             | Kristina Mladenovic Zhang Shuai   | Karolína Muchová Emma Navarro          | Iga Świątek Beatriz Haddad Maia Paula Badosa Zheng Qinwen                   |
| 26 agosto 2 settembre | US Open New York, Stati Uniti d'America Grande Slam 75 000 000 $ - Cemento - 128S/128Q/64D/32X Singolare - Doppio - Doppio misto | Sara Errani Andrea Vavassori 7-6(0), 7-5               | Taylor Townsend Donald Young      | Karolína Muchová Emma Navarro          | Iga Świątek Beatriz Haddad Maia Paula Badosa Zheng Qinwen                   |

### Settembre
| Settimana                 | Torneo                                                                                             | Campionesse                                          | Finaliste                            | Semifinaliste                      | Eliminate ai quarti                                                 |
| ------------------------- | -------------------------------------------------------------------------------------------------- | ---------------------------------------------------- | ------------------------------------ | ---------------------------------- | ------------------------------------------------------------------- |
| 9 settembre               | Guadalajara Open Guadalajara, Messico WTA 500 922 573 $ - Cemento - 28S/24Q/16D Singolare - Doppio | Magdalena Fręch 7-6(5), 6-4                          | Olivia Gadecki                       | Caroline Garcia Camila Osorio      | Marina Stakusic Marie Bouzková Kamilla Rachimova Martina Trevisan   |
| 9 settembre               | Guadalajara Open Guadalajara, Messico WTA 500 922 573 $ - Cemento - 28S/24Q/16D Singolare - Doppio | Anna Danilina Irina Chromačëva 2-6, 7-5, [10-7]      | Oksana Kalašnikova Kamilla Rachimova | Caroline Garcia Camila Osorio      | Marina Stakusic Marie Bouzková Kamilla Rachimova Martina Trevisan   |
| 9 settembre               | Jasmin Open Monastir, Tunisia WTA 250 267 082 $ - Cemento - 32S/24Q/16D Singolare - Doppio         | Sonay Kartal 6-3, 7-5                                | Rebecca Šramková                     | Eva Lys Lucia Bronzetti            | Zeynep Sönmez Julija Starodubceva Antonia Ružić Sara Sorribes Tormo |
| 9 settembre               | Jasmin Open Monastir, Tunisia WTA 250 267 082 $ - Cemento - 32S/24Q/16D Singolare - Doppio         | Anna Blinkova Mayar Sherif 2-6, 6-1, [10-8]          | Alina Korneeva Anastasija Zacharova  | Eva Lys Lucia Bronzetti            | Zeynep Sönmez Julija Starodubceva Antonia Ružić Sara Sorribes Tormo |
| 16 settembre              | Korea Open Seul, Corea del Sud WTA 500 922 573 $ - Cemento - 28S/24Q/16D Singolare - Doppio        | Beatriz Haddad Maia 1-6, 6-4, 6-1                    | Dar'ja Kasatkina                     | Diana Šnajder Veronika Kudermetova | Emma Raducanu Marta Kostjuk Polina Kudermetova Viktorija Tomova     |
| 16 settembre              | Korea Open Seul, Corea del Sud WTA 500 922 573 $ - Cemento - 28S/24Q/16D Singolare - Doppio        | Nicole Melichar-Martinez Ljudmila Samsonova 6-1, 6-0 | Miyu Katō Zhang Shuai                | Diana Šnajder Veronika Kudermetova | Emma Raducanu Marta Kostjuk Polina Kudermetova Viktorija Tomova     |
| 16 settembre              | Thailand Open 2 Hua Hin, Thailandia WTA 250 267 082 $ - Cemento - 32S/21Q/16D Singolare - Doppio   | Rebecca Šramková 6-4, 6-4                            | Laura Siegemund                      | Arianne Hartono Tamara Zidanšek    | Mai Hontama Rebeka Masarova Jana Fett Nadia Podoroska               |
| 16 settembre              | Thailand Open 2 Hua Hin, Thailandia WTA 250 267 082 $ - Cemento - 32S/21Q/16D Singolare - Doppio   | Anna Danilina Irina Chromačëva 6-4, 7-5              | Eudice Chong Moyuka Uchijima         | Arianne Hartono Tamara Zidanšek    | Mai Hontama Rebeka Masarova Jana Fett Nadia Podoroska               |
| 23 settembre 30 settembre | China Open Pechino, Cina WTA 1000 8 127 389 $ - Cemento - 96S/48Q/32D Singolare - Doppio           | Coco Gauff 6-1, 6-3                                  | Karolína Muchová                     | Zheng Qinwen Paula Badosa          | Aryna Sabalenka Mirra Andreeva Julija Starodubceva Zhang Shuai      |
| 23 settembre 30 settembre | China Open Pechino, Cina WTA 1000 8 127 389 $ - Cemento - 96S/48Q/32D Singolare - Doppio           | Sara Errani Jasmine Paolini 6-4, 6-4                 | Chan Hao-ching Veronika Kudermetova  | Zheng Qinwen Paula Badosa          | Aryna Sabalenka Mirra Andreeva Julija Starodubceva Zhang Shuai      |

### Ottobre
| Settimana  | Torneo                                                                                                 | Campionesse                                     | Finaliste                            | Semifinaliste                      | Eliminate ai quarti                                                     |
| ---------- | --- | ----------------------------------------------- | ------------------------------------ | ---------------------------------- | ----------------------------------------------------------------------- |
| 7 ottobre  | Wuhan Open Wuhan, Cina WTA 1000 3 221 715 $ - Cemento - 56S/24Q/28D Singolare - Doppio                 | Aryna Sabalenka 6-3, 5-7, 6-3                   | Zheng Qinwen                         | Coco Gauff Wang Xinyu              | Magdalena Fręch Magda Linette Jasmine Paolini Ekaterina Aleksandrova    |
| 7 ottobre  | Wuhan Open Wuhan, Cina WTA 1000 3 221 715 $ - Cemento - 56S/24Q/28D Singolare - Doppio                 | Anna Danilina Irina Chromačëva 6-3, 7-6(6)      | Asia Muhammad Jessica Pegula         | Coco Gauff Wang Xinyu              | Magdalena Fręch Magda Linette Jasmine Paolini Ekaterina Aleksandrova    |
| 14 ottobre | Ningbo Open Ningbo, Cina WTA 500 922 573 $ - Cemento - 28S/24Q/16D Singolare - Doppio                  | Dar'ja Kasatkina 6-0, 4-6, 6-4                  | Mirra Andreeva                       | Paula Badosa Karolína Muchová      | Beatriz Haddad Maia Julija Putinceva Barbora Krejčíková Anna Kalinskaja |
| 14 ottobre | Ningbo Open Ningbo, Cina WTA 500 922 573 $ - Cemento - 28S/24Q/16D Singolare - Doppio                  | Demi Schuurs Yuan Yue 6-3, 6-3                  | Nicole Melichar-Martinez Ellen Perez | Paula Badosa Karolína Muchová      | Beatriz Haddad Maia Julija Putinceva Barbora Krejčíková Anna Kalinskaja |
| 14 ottobre | Japan Women's Open Tennis Osaka, Giappone WTA 250 267 082 $ - Cemento - 32S/24Q/16D Singolare - Doppio | Suzan Lamens 6-0, 6-4                           | Kimberly Birrell                     | Aoi Itō Diane Parry                | Eva Lys Sara Saitō Ana Bogdan Clara Tauson                              |
| 14 ottobre | Japan Women's Open Tennis Osaka, Giappone WTA 250 267 082 $ - Cemento - 32S/24Q/16D Singolare - Doppio | Ena Shibahara Laura Siegemund 3-6, 6-2, [10-2]  | Cristina Bucșa Monica Niculescu      | Aoi Itō Diane Parry                | Eva Lys Sara Saitō Ana Bogdan Clara Tauson                              |
| 21 ottobre | Pan Pacific Open Tokyo, Giappone WTA 500 922 573 $ - Cemento - 28S/24Q/16D Singolare - Doppio          | Zheng Qinwen 7-6(5), 6-3                        | Sofia Kenin                          | Diana Šnajder Katie Boulter        | Leylah Fernandez Sayaka Ishii Dar'ja Kasatkina Bianca Andreescu         |
| 21 ottobre | Pan Pacific Open Tokyo, Giappone WTA 500 922 573 $ - Cemento - 28S/24Q/16D Singolare - Doppio          | Shūko Aoyama Eri Hozumi 6-4, 7-6(3)             | Ena Shibahara Laura Siegemund        | Diana Šnajder Katie Boulter        | Leylah Fernandez Sayaka Ishii Dar'ja Kasatkina Bianca Andreescu         |
| 21 ottobre | Guangzhou Open Guangzhou, Cina WTA 250 267 082 $ - Cemento - 32S/24Q/16D Singolare - Doppio            | Olga Danilović 6-3, 6-1                         | Caroline Dolehide                    | Kateřina Siniaková Lucia Bronzetti | Bernarda Pera Mananchaya Sawangkaew Wang Xiyu Jéssica Bouzas Maneiro    |
| 21 ottobre | Guangzhou Open Guangzhou, Cina WTA 250 267 082 $ - Cemento - 32S/24Q/16D Singolare - Doppio            | Kateřina Siniaková Zhang Shuai 6-4, 6-1         | Katarzyna Piter Fanny Stollár        | Kateřina Siniaková Lucia Bronzetti | Bernarda Pera Mananchaya Sawangkaew Wang Xiyu Jéssica Bouzas Maneiro    |
| 28 ottobre | Hong Kong Open Hong Kong, Cina WTA 250 267 082 $ - Cemento - 32S/24Q/16D Singolare - Doppio            | Diana Šnajder 6-1, 6-2                          | Katie Boulter                        | Leylah Fernandez Yuan Yue          | Suzan Lamens Bernarda Pera Sofia Kenin Anastasija Zacharova             |
| 28 ottobre | Hong Kong Open Hong Kong, Cina WTA 250 267 082 $ - Cemento - 32S/24Q/16D Singolare - Doppio            | Ulrikke Eikeri Makoto Ninomiya 6-4, 4-6, [11-9] | Shūko Aoyama Eri Hozumi              | Leylah Fernandez Yuan Yue          | Suzan Lamens Bernarda Pera Sofia Kenin Anastasija Zacharova             |
| 28 ottobre | Jiangxi Open Jiujiang, Cina WTA 250 267 082 $ - Cemento - 32S/16Q/16D Singolare - Doppio               | Viktorija Golubic 6-3, 7-5                      | Rebecca Šramková                     | Marie Bouzková Laura Siegemund     | Kamilla Rachimova Arantxa Rus Mananchaya Sawangkaew Martina Trevisan    |
| 28 ottobre | Jiangxi Open Jiujiang, Cina WTA 250 267 082 $ - Cemento - 32S/16Q/16D Singolare - Doppio               | Guo Hanyu Moyuka Uchijima 7-6(5), 7-5           | Katarzyna Piter Fanny Stollár        | Marie Bouzková Laura Siegemund     | Kamilla Rachimova Arantxa Rus Mananchaya Sawangkaew Martina Trevisan    |
| 28 ottobre | Mérida Open Mérida, Messico WTA 250 267 082 $ - Cemento - 32S/16Q/14D Singolare - Doppio               | Zeynep Sönmez 6-2, 6-1                          | Ann Li                               | Alina Korneeva Polina Kudermetova  | Renata Zarazúa Sara Sorribes Tormo Jil Teichmann Nina Stojanović        |
| 28 ottobre | Mérida Open Mérida, Messico WTA 250 267 082 $ - Cemento - 32S/16Q/14D Singolare - Doppio               | Quinn Gleason Ingrid Martins 6-4, 6-4           | Magali Kempen Lara Salden            | Alina Korneeva Polina Kudermetova  | Renata Zarazúa Sara Sorribes Tormo Jil Teichmann Nina Stojanović        |

### Novembre
| Settimana   | Torneo | Campionesse                                | Finaliste                          | Semifinaliste                      | Eliminate ai quarti                                                                                                  |
| ----------- | --- | ------------------------------------------ | ---------------------------------- | ---------------------------------- | --- |
| 2 novembre  | WTA Finals 2024 Riad, Arabia Saudita Torneo di fine anno 15 250 000 $ - Cemento (i) - 8S (RR)/8D (RR) Singolare - Doppio | Coco Gauff 3-6, 6-4, 7-6(2)                | Zheng Qinwen                       | Aryna Sabalenka Barbora Krejčíková | Round Robin Gruppo Purple Jasmine Paolini Elena Rybakina Gruppo Orange Iga Świątek Dar'ja Kasatkina Jessica Pegula   |
| 2 novembre  | WTA Finals 2024 Riad, Arabia Saudita Torneo di fine anno 15 250 000 $ - Cemento (i) - 8S (RR)/8D (RR) Singolare - Doppio | Gabriela Dabrowski Erin Routliffe 7-5, 6-3 | Kateřina Siniaková Taylor Townsend | Aryna Sabalenka Barbora Krejčíková | Round Robin Gruppo Purple Jasmine Paolini Elena Rybakina Gruppo Orange Iga Świątek Dar'ja Kasatkina Jessica Pegula   |
| 11 novembre | Billie Jean King Cup Finals Siviglia, Spagna - Cemento (i) - 12 squadre                                                  | Italia 2-0                                 | Slovacchia                         | Regno Unito Polonia                | Eliminate ai quarti Canada Australia Rep. Ceca Giappone Eliminate al primo turno Germania Stati Uniti Spagna Romania |

### Cancellazioni e spostamenti
| Settimana originaria | Torneo                                                                     | Esito |
| -------------------- | -------------------------------------------------------------------------- | --- |
| 30 gennaio           | Open 6ème Sens Métropole de Lyon Lione, Francia WTA 250 $ - Cemento indoor | Cancellato e licenza venduta per far passare di categoria il torneo Internationaux de Strasbourg.             |
| 27 febbraio          | Monterrey Open Monterrey, Messico WTA 250 $ - Cemento                      | Spostato dalla data abituale di febbraio/marzo ad agosto nella settimana antecedente l'US Open.               |
| 24 luglio            | WTA Poland Open Varsavia, Polonia WTA 250 $ - Cemento                      | Cancellato per difficoltà organizzative e collocazione problematica nel calendario.                           |
| 24 luglio            | Ladies Open Lausanne Losanna, Svizzera WTA 250 $ - Terra rossa             | Cancellato e licenza venduta per far passare di categoria il torneo Upper Austria Ladies Linz.                |
| 16 settembre         | Ningbo Open Ningbo, Cina WTA 250 $ - Cemento                               | Spostato alla data del 14 ottobre in sostituzione del Zhengzhou Open, di conseguenza aumentando di categoria. |
| 14 ottobre           | Zhengzhou Open Zhengzhou, Cina WTA 500 $ - Cemento                         | Cancellato e sostituito dal Ningbo Open, il quale di conseguenza aumenta di categoria.                        |

## Distribuzione punti
| Descrizione       | W            | F            | SF   | QF                                                                        | R16                                                                       | R32                                                                       | R64                                                                       | R128                                                                      | QLFR                                                                      | Q3                                                                        | Q2 | Q1 |
| ----------------- | ------------ | ------------ | ---- | ------------------------------------------------------------------------- | ------------------------------------------------------------------------- | ------------------------------------------------------------------------- | ------------------------------------------------------------------------- | ------------------------------------------------------------------------- | ------------------------------------------------------------------------- | ------------------------------------------------------------------------- | -- | -- |
| Grand Slam (S)    | 2000         | 1300         | 780  | 430                                                                       | 240                                                                       | 130                                                                       | 70                                                                        | 10                                                                        | 40                                                                        | 30                                                                        | 20 | 2  |
| Grand Slam (D)    | 2000         | 1300         | 780  | 430                                                                       | 240                                                                       | 130                                                                       | 10                                                                        | -                                                                         | 48                                                                        | -                                                                         | -  | -  |
| WTA Finals (S)    | 1500* (+420) | 1080* (+330) | 750* | (250 per ogni match del girone vinto 125 per ogni match del girone perso) | (250 per ogni match del girone vinto 125 per ogni match del girone perso) | (250 per ogni match del girone vinto 125 per ogni match del girone perso) | (250 per ogni match del girone vinto 125 per ogni match del girone perso) | (250 per ogni match del girone vinto 125 per ogni match del girone perso) | (250 per ogni match del girone vinto 125 per ogni match del girone perso) | (250 per ogni match del girone vinto 125 per ogni match del girone perso) | -  | -  |
| WTA Finals (D)    | 1500         | 1080         | 750  | 375                                                                       | -                                                                         | -                                                                         | -                                                                         | -                                                                         | -                                                                         | -                                                                         | -  | -  |
| WTA 1000 (96S)    | 1000         | 650          | 390  | 215                                                                       | 120                                                                       | 65                                                                        | 35                                                                        | 10                                                                        | 30                                                                        | -                                                                         | 20 | 2  |
| WTA 1000 (64S)    | 1000         | 650          | 390  | 215                                                                       | 120                                                                       | 65                                                                        | 10                                                                        | -                                                                         | 30                                                                        | -                                                                         | 20 | 2  |
| WTA 1000 (28/32D) | 1000         | 650          | 390  | 215                                                                       | 120                                                                       | 10                                                                        | -                                                                         | -                                                                         | -                                                                         | -                                                                         | -  | -  |
| WTA 500 (64/56S)  | 500          | 325          | 195  | 108                                                                       | 60                                                                        | 32                                                                        | 1                                                                         | -                                                                         | 25                                                                        | -                                                                         | 13 | 1  |
| WTA 500 (32S)     | 500          | 325          | 195  | 108                                                                       | 60                                                                        | 1                                                                         | -                                                                         | -                                                                         | 25                                                                        | -                                                                         | 13 | 1  |
| WTA 500 (28D)     | 500          | 325          | 195  | 108                                                                       | 60                                                                        | 1                                                                         | -                                                                         | -                                                                         | -                                                                         | -                                                                         | -  | -  |
| WTA 500 (16D)     | 500          | 325          | 195  | 108                                                                       | 1                                                                         | -                                                                         | -                                                                         | -                                                                         | -                                                                         | -                                                                         | -  | -  |
| WTA 250 (32S)     | 250          | 163          | 98   | 54                                                                        | 30                                                                        | 1                                                                         | -                                                                         | -                                                                         | 18                                                                        | -                                                                         | 12 | 1  |
| WTA 250 (16D)     | 250          | 163          | 98   | 54                                                                        | 1                                                                         | -                                                                         | -                                                                         | -                                                                         | -                                                                         | -                                                                         | -  | -  |

* Quota punti con nessuna partita persa nel Round Robin.
* Quota punti con nessuna partita persa nel Round Robin.

## Ritiri
- Alexandra Cadanțu-Ignatik – è entrata nel tour professionistico nel 2005 e ha raggiunto come miglior posizione la 59 nel singolare nel gennaio 2014. Ha vinto un titolo nel doppio. Ha annunciato il suo ritiro dalle competizioni nel giugno 2024.[7]
- Danielle Collins – Durante la conferenza stampa successiva alla sua uscita dall'Australian Open annuncia che questo è stato l'ultimo AO che giocherà in carriera, esplicitando la sua intenzione di ritirarsi entro l'anno, pur non indicando una data o un luogo preciso dove farlo. Nel singolare è stata finalista agli Australian Open 2022 e ha raggiunto il numero 7 della classifica.[8] Tuttavia, nel mese di ottobre, Danielle annuncia di aver cambiato idea e di giocare la prossima stagione.[9]
- Alizé Cornet – Ha annunciato il suo ritiro (temporaneo) dalle competizioni una volta terminato il Roland Garros 2024, dove ha ricevuto una wildcard.[10][11]
- Camila Giorgi – Risultata una giocatrice ritirata sul sito della ITIA, registrata in data 7 maggio 2024.[12]
- Alexa Glatch – Risultata una giocatrice ritirata sul sito della ITIA, registrata in data 31 maggio 2024. Ha raggiunto il best ranking nel doppio posizionandosi al n.98 nell'ottobre 2009.[13]
- Alexa Guarachi – Ha annunciato il suo ritiro dalle competizioni nell'aprile 2024.[14]
- Han Na-lae – è entrata nel tour professionistico nel 2011 e ha raggiunto come miglior posizione la 95 nel doppio nel novembre 2022. Ha annunciato nel maggio 2024 che si sarebbe ritirata al termine della stagione.[15]
- Angelique Kerber – Nell'anno del ritorno alle competizioni dopo la maternità, ha annunciato la sua intenzione di ritirarsi in estate, alla fine dei giochi olimpici, dove ha raggiunto di quarti di finale. È stata tre volte campionessa Slam, medaglia d'argento alle olimpiadi ed ex numero 1 del mondo.[16]
- Vera Lapko – Ha annunciato il suo ritiro dalle competizioni nel gennaio 2024.[17]
- Garbiñe Muguruza – Ha annunciato la fine della sua carriera tennistica durante una conferenza stampa tenuta a Madrid il 20 aprile 2024.[18]
- Raluca Olaru – Entrata nel tennis professionistico nel 2003, ha raggiunto il best ranking nel singolare al n. 53 nel luglio 2009 e nel doppio al n. 30 nel gennaio 2022. Ha vinto undici titoli nella specialità di doppio. Olaru ha annunciato il ritiro dal tennis professionistico nel giugno 2024.[19]
- Lesley Pattinama Kerkhove – Ha annunciato il suo ritiro dal tennis professionistico nel luglio 2024.[20]
- Shelby Rogers – Entrata nel tennis professonistico nel 2010, ha raggiunto il best ranking nel singolare al n. 30 nell'agosto 2022 e nel doppio al n. 40 nel febbraio 2022. Rogers ha annunciato il suo ritiro nell'agosto 2024, giocando il suo ultimo torneo agli US Open 2024.[21]
- Alison Van Uytvanck – Entrata nel tennis professonistico nel 2010, ha raggiunto il best ranking nel singolare al n. 37 nell'agosto 2018 e nel doppio al n. 66 nel maggio 2022. Ha vinto cinque titoli in singolare e due in doppio. Van Uytvanck ha annunciato il suo ritiro nell'agosto 2024 dopo aver subito diversi infortuni.[22]
- Elena Vesnina – Ha annunciato il suo ritiro dal tennis professionistico nel novembre 2024. É una cinque volte campionessa Slam nel doppio, è stata medaglia d'oro alle Olimpiadi ed è stata numero 1 del mondo nel ranking di doppio. Nel singolare ha raggiunto il best ranking al numero 13 ed ha vinto tre titoli in carriera. Vesnina ha fatto la sua ultima apparizione ai Giochi Olimpici di Parigi.[23]
- Natal'ja Vichljanceva – Risultata una giocatrice ritirata sul sito della ITIA, registrata in data 23 giugno 2024. Ha raggiunto il best ranking nel singolare posizionandosi al n.54 nell'ottobre 2017.[13]
- Wang Qiang – Dopo la sconfitta agli US Open 2024, annuncia in conferenza stampa di volersi ritirare ai Giochi Nazionali Cinesi del 2025, dopo aver partecipato ai tornei internazionali dello swing asiatico del 2024 e di aver preso parte ad alcuni tornei nazionali dell'anno successivo. Tennista da tempo inattiva, ha preso la decisione di ritirarsi per il continuo affaticamento mentale e corporeo dovuto ai jet lag dei continui spostamenti internazionali.[24]

## Inattività
- Belinda Bencic – Ha annunciato la sua pausa dalle competizioni nel novembre 2023 per maternità.[25]
- Petra Kvitová – Ha annunciato la sua pausa dalle competizioni nel gennaio 2024 per maternità.[26]
- Sabine Lisicki – Ha annunciato la sua pausa dalle competizioni nel marzo 2024 per maternità.[27]
- Alison Riske-Amritraj – Ha annunciato la sua pausa dalle competizioni nel marzo 2024 per maternità.[28]

## Ritorni in attività
- Zarina Dijas – Ha fatto il suo ritorno nelle competizioni nel mese di maggio nel circuito ITF dopo due anni di inattività.
- Simona Halep – Ha fatto il suo ritorno nelle competizioni al Miami Open 2024 grazie ad una wildcard.[29]
- Angelique Kerber – Ha fatto il suo ritorno nelle competizioni alla United Cup 2024.[30]
- Michaëlla Krajicek – Ha fatto il suo ritorno nelle competizioni nel circuito ITF al W15 di Sharm el-Sheikh.[31]
- Alizé Lim – Ha fatto il suo ritorno nelle competizioni nel circuito ITF dopo quasi due anni di inattività.
- Naomi Ōsaka – Ha fatto il suo ritorno nelle competizioni al Brisbane International 2024.[32]
- Alicja Rosolska – Ha pianificato il suo ritorno nel circuito partecipando ai Giochi della XXXIII Olimpiade nel doppio.
- Lucie Šafářová – Ha annunciato il suo ritorno nel doppio nel marzo 2024 con una wildcard insieme a Bethanie Mattek-Sands al Prague Open 2024.[33]
- Elena Vesnina – Ha annunciato il suo ritorno nelle competizioni per la stagione 2024, ritornando al Madrid Open 2024.[34]
- Wang Qiang – Ha fatto il suo ritorno nelle competizioni al Thailand Open 2024.[35]
- Zheng Saisai – Ha fatto il suo ritorno nelle competizioni al Thailand Open 2024 grazie ad una wildcard nelle qualificazioni.